# Calligra Plan
Calligra Plan (voorheen KPlato) is een projectmanagementapplicatie die Gantt-grafieken kan maken. Plan is onderdeel van Calligra Suite. Het was voorheen een onderdeel van KOffice.

## Geschiedenis
Plan ontstond in 2004 als KPlato (K PLAnning TOol). De eerste versie werd in april 2004 uitgebracht als onderdeel van KOffice 1.5. In 2010 werd KPlato 2.2 uitgebracht als onderdeel van KOffice 2.2. Nieuwe functionaliteit was onder meer de mogelijkheid om de nieuwe rapportdesigner Kexi te gebruiken in plaats van Kugar. Later in 2010 werd de naam veranderd van KPlato naar Plan, om de migratie van KOffice naar Calligra uit te voeren. Op 11 april 2012 werd Calligra Suite 2.4 uitgebracht, wat de eerste versie was die de nieuwe naam Calligra Plan droeg.
Na de 2.4-versie werden optionele Java-bestandsformaatconverters toegevoegd voor Microsoft Project en een aantal andere bestandsformaten.